# バックコーラスの歌姫たち
『バックコーラスの歌姫たち』（バックコーラスのディーバたち、20 Feet from Stardom）は、2013年制作のアメリカ合衆国のドキュメンタリー映画。

## 内容
マイケル・ジャクソン 、ミック・ジャガー、ブルース・スプリングスティーン、スティーヴィー・ワンダー、スティングなどの音楽界のトップスターを陰で支えてきたバックシンガー。しかし、数々のヒット・ソング で記憶に残るハーモニーを訊かせてきた彼女たちの名前が知られることはほとんどない。トップシンガー達と変わらないほどの実力を持ち、いつかはステージのメインに立とうと夢見るバックシンガー。バックシンガーに誇りを持ち、今でも一線で活躍するもの。音楽業界に利用され、夢を打ち砕かれたもの。運に恵まれたもの、そうでなかったもの。これまでスターの陰に隠れていた彼女達に初めてスポットライトを当てた本作は、傷つけられても、歌うことに喜びを見出し、音楽を愛し続けた名もなき歌姫たちの人生を描く。

## キャスト
- ダーレン・ラヴ（クリスタルズのレコードでボーカルの影武者を務める）
- クラウディア・リニア（アイク&ティナ・ターナーのバック・コーラスグループ、アイケッツのメンバー）
- メリー・クレイトン（レイ・チャールズのバック・コーラスグループ、レイレッツのメンバー）
- タタ・ヴェガ（スティーヴィー・ワンダー、マイケル・ジャクソン、マドンナのバック・コーラス）
- リサ・フィッシャー（ローリング・ストーンズのツアーのデュエット・パートナー）
- ジュディス・ヒル（マイケル・ジャクソンのツアーのデュエット・パートナー）
- ザ・ウォーターズ（ルーサー、オーレン、マキシン、ジュリアの４人の兄弟姉妹）
- グロリア・ジョーンズ（T・レックスのバック・ボーカル、キーボード担当）
- ローズ・ストーン（スライ&ザ・ファミリー・ストーンのバック・ボーカル、キーボード担当）
- ミック・ジャガー
- ブルース・スプリングスティーン
- スティング
- スティーヴィー・ワンダー
- ベット・ミドラー
- シェリル・クロウ
- クリス・ボッティ
- パティ・オースティン
- ルー・アドラー

アーカイヴ映像
- レイ・チャールズ
- マイケル・ジャクソン
- ルーサー・ヴァンドロス
- カイリー・ミノーグ
- デヴィッド・ボウイ
- ジョージ・ハリスン
- リンゴ・スター
- フィル・スペクター
- デヴィッド・バーン
- トム・ジョーンズ
- ジョー・コッカー
- エルトン・ジョン

## 公開
2013年1月17日にサンダンス映画祭でプレミア上映された。サンダンスでラディウス＝ワインスタイン・カンパニーが配給権を獲得し、2013年6月14日にアメリカ合衆国で一般公開された。他にも、サウス・バイ・サウスウェスト映画祭、トゥルー/フォールス映画祭、フル・フレーム・ドキュメンタリー映画祭、ハワイ国際映画祭、フィラデルフィア音楽映画祭、リバーラン国際映画祭、サンフランシスコ国際映画祭、シアトル国際映画祭、モントクレア映画祭といった2013年の多くの映画祭で上映された。

## 批評家の反応
Rotten Tomatoesでは74件のレビューで支持率は99%、平均点は8.1/10となった。Metacriticでは23件のレビューで加重平均値は83/100となった。